# Orchestre symphonique national de Syrie
L'orchestre symphonique national de Syrie (en arabe : الفرقة السيمفونية الوطنية السورية / al-firqa as-sīmfūniyya al-waṭaniyya as-sūriyya) réside à la Maison Al-Assad pour la culture et les arts, à Damas. Il fut fondé en 1993 par Solhi al-Wadi. Il est actuellement dirigé par Missak Baghboudarian.